# Jacopo del Cassero
Jacopo del Cassero (Fano, 1260 circa – Oriago, 1298) è stato un magistrato e condottiero italiano, citato da Dante Alighieri nel Purgatorio canto V, 64-84.
(Purgatorio V, 67-72)

## Biografia
Nacque a Fano intorno al 1260 da Uguccione del Cassero. Fu magistrato guelfo di Fano e tra il 1288 e il 1289 partecipò con i Guelfi marchigiani alleati a Firenze alla battaglia di Campaldino contro i Ghibellini di Arezzo. Qui probabilmente conobbe Dante.

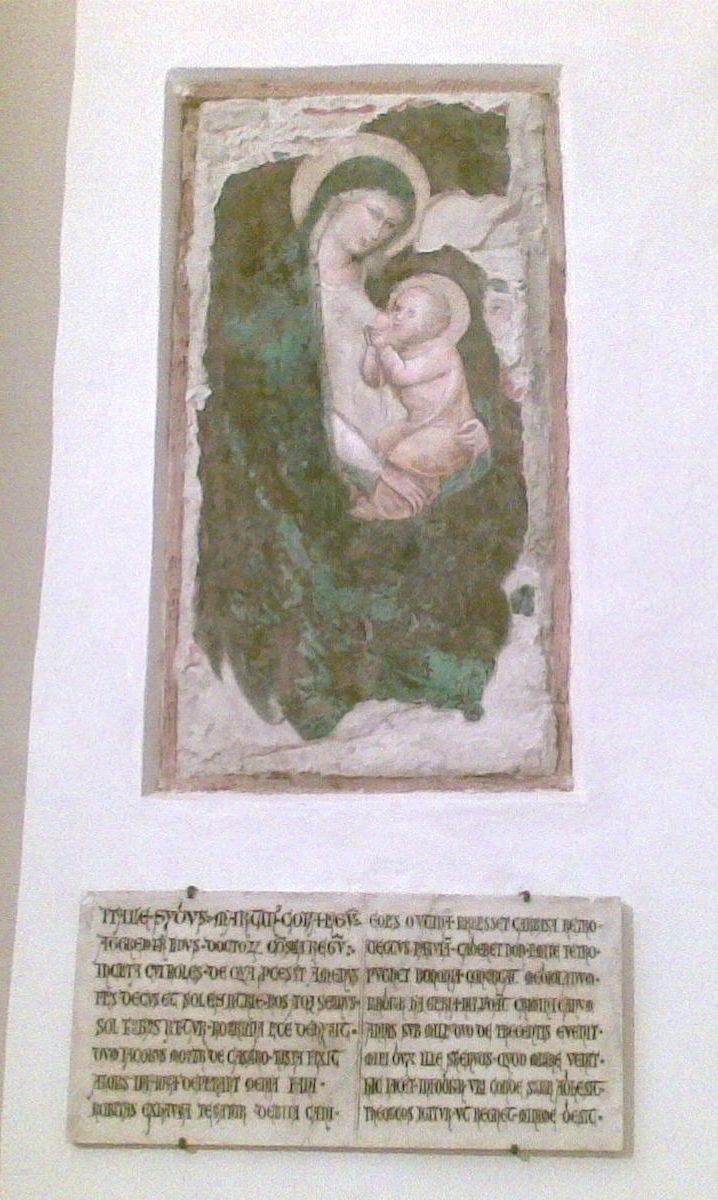
Madonna del Latte ed epigrafe funeraria poste sopra la tomba di Jacopo del Cassero.

Difese Bologna, città di cui fu podestà dal 1296 al 1297, dalle mire espansionistiche di Azzo VIII d'Este, signore di Ferrara.
Nel 1298 venne eletto podestà di Milano e per raggiungere la città decise prudentemente di passare da Venezia via mare e proseguire per terra, evitando così i territori degli Estensi. Nonostante ciò, mentre si trovava nel padovano sulle rive del Brenta, presso le paludi che attorniavano il castello di Oriago, venne raggiunto dai sicari di Azzo VIII e ferito a una gamba e all'inguine, cercò riparo in una palude dove morì dissanguato. L'episodio è citato nella Divina Commedia al V canto del Purgatorio (79-84):
quando fu' sopraggiunto ad Oriaco,

ancor sarei di là ove si spira.

Corsi al palude,

e le cannucce e'l braco m'impigliar sì,

ch'i' caddi;

e lì vid'io delle mie vene farsi in terra laco»
(Divina Commedia, V canto del Purgatorio (79-84))
Oggi le sue spoglie riposano nella Chiesa di San Pietro in Episcopio a Fano dopo essere state conservate fino al 1994 presso la Chiesa di San Domenico (sempre a Fano) sotto la protezione della Madonna del Latte.
È collocato da Dante nella schiera delle anime del Purgatorio morte di morte violenta e nel loro incontro chiede di far conoscere la verità ai suoi parenti affinché preghino per lui e il tempo da trascorrere nell'antipurgatorio si abbrevi.